# Passavant-la-Rochère
Passavant-la-Rochère és un municipi francès situat al departament de l'Alt Saona i a la regió de Borgonya - Franc Comtat. L'any 2007 tenia 726 habitants.

## Demografia

### Població
El 2007 la població de fet de Passavant-la-Rochère era de 726 persones. Hi havia 317 famílies, de les quals 109 eren unipersonals (48 homes vivint sols i 61 dones vivint soles), 104 parelles sense fills, 80 parelles amb fills i 24 famílies monoparentals amb fills.
La població ha evolucionat segons el següent gràfic:
Habitants censats

### Habitatges
El 2007 hi havia 430 habitatges, 318 eren l'habitatge principal de la família, 72 eren segones residències i 39 estaven desocupats. 348 eren cases i 78 eren apartaments. Dels 318 habitatges principals, 212 estaven ocupats pels seus propietaris, 96 estaven llogats i ocupats pels llogaters i 11 estaven cedits a títol gratuït; 1 tenia una cambra, 19 en tenien dues, 41 en tenien tres, 104 en tenien quatre i 154 en tenien cinc o més. 215 habitatges disposaven pel capbaix d'una plaça de pàrquing. A 152 habitatges hi havia un automòbil i a 97 n'hi havia dos o més.

### Piràmide de població
La piràmide de població per edats i sexe el 2009 era:
| Homes | Edats   | Dones |
| ----- | ------- | ----- |
| 0     | 95 o +  | 0     |
| 0     | 90 a 94 | 0     |
| 4     | 85 a 89 | 4     |
| 16    | 80 a 84 | 16    |
| 16    | 75 a 79 | 24    |
| 16    | 70 a 74 | 24    |
| 28    | 65 a 69 | 16    |
| 32    | 60 a 64 | 24    |
| 12    | 55 a 59 | 24    |
| 32    | 50 a 54 | 28    |
| 20    | 45 a 49 | 20    |
| 28    | 40 a 44 | 40    |
| 48    | 35 a 39 | 24    |
| 12    | 30 a 34 | 16    |
| 16    | 25 a 29 | 20    |
| 20    | 20 a 24 | 4     |
| 36    | 15 a 19 | 44    |
| 32    | 10 a 14 | 52    |
| 20    | 5 a 9   | 28    |
| 24    | 0 a 4   | 12    |

## Economia
El 2007 la població en edat de treballar era de 442 persones, 302 eren actives i 140 eren inactives. De les 302 persones actives 259 estaven ocupades (165 homes i 94 dones) i 43 estaven aturades (11 homes i 32 dones). De les 140 persones inactives 48 estaven jubilades, 39 estaven estudiant i 53 estaven classificades com a «altres inactius».

### Ingressos
El 2009 a Passavant-la-Rochère hi havia 298 unitats fiscals que integraven 683 persones, la mediana anual d'ingressos fiscals per persona era de 14.635 €.

### Activitats econòmiques
Dels 25 establiments que hi havia el 2007, 1 era d'una empresa alimentària, 2 d'empreses de fabricació d'altres productes industrials, 4 d'empreses de construcció, 5 d'empreses de comerç i reparació d'automòbils, 1 d'una empresa de transport, 1 d'una empresa d'hostatgeria i restauració, 1 d'una empresa financera, 2 d'empreses immobiliàries, 1 d'una empresa de serveis, 4 d'entitats de l'administració pública i 3 d'empreses classificades com a «altres activitats de serveis».
Dels 9 establiments de servei als particulars que hi havia el 2009, 1 era una oficina de correu, 1 una oficina bancària, 1 taller de reparació d'automòbils i de material agrícola, 1 paleta, 1 guixaire pintor, 1 lampisteria, 1 perruqueria, 1 restaurant i 1 agència immobiliària.
L'únic establiment comercial que hi havia el 2009 era una fleca.
L'any 2000 a Passavant-la-Rochère hi havia 10 explotacions agrícoles que ocupaven un total de 553 hectàrees.

## Equipaments sanitaris i escolars
El 2009 hi havia 1 farmàcia i 1 ambulància.
El 2009 hi havia una escola elemental.

## Poblacions més properes
El següent diagrama mostra les poblacions més properes.